# 門真市立図書館
門真市立図書館（かどましりつとしょかん）は、大阪府門真市にある公共図書館の総称であり、また本館の名称でもある。分館として門真市立図書館門真市民プラザ分館がある。

## 歴史
1977年（昭和52年）4月1日に門真市立ブックセンターを母体として門真市立図書館を開館した。
1988年（昭和63年）10月に沖分室を開室した。
1995年（平成7年）1月に阪神淡路大震災により参考資料室書架が全壊の被害を受けた。
2007年（平成19年）3月に沖分室を閉室し、5月1日に門真市民プラザ内に門真市民プラザ分館を開館した。
2020年（令和2年）11月27日に選定委員会がカルチュア・コンビニエンス・クラブ株式会社を指定管理者に選定し、同年12月17日に市議会で可決された。
2024年（令和6年）4月1日から門真市立図書館（本館）の指定管理を開始し、2025年（令和7年）4月1日に本館を生涯学習複合施設へと移転して分館とした上で生涯学習複合施設の指定管理を開始し、市民プラザ分館は直営のまま本館となる予定。

## サービス
館外貸出の利用登録は門真市内や北河内7市の在住・在勤・在学者に加えて、大阪市の在住者が可能である。
館外貸出
図書：15冊まで3週間
AV資料：2点まで2週間

## 門真市立図書館（本館）
門真市立図書館（本館）は、門真市新橋町3番4-101号にある門真市立図書館の本館である。
2025年（令和7年）4月1日に新図書館に移転し、分館となる予定。

### 施設構造
1階が閲覧室で一般書、児童書、雑誌・新聞などがあり、2階がレファレンス室で郷土資料、行政資料、参考資料がある。
建物概要
鉄筋鉄骨コンクリート造地下1階地上2階

### サービス
開館時間
平日：10時00分 - 19時00分（参考資料室は18時まで）
土曜：10時00分 - 18時00分
土曜：10時00分 - 17時00分
休館日
月曜日
第4金曜日
国民の祝日（日曜日は開館）
年末年始
蔵書点検期間

## 門真市立図書館門真市民プラザ分館
門真市立図書館門真市民プラザ分館は、門真市大字北島546番地の門真市立門真市民プラザの2階にある門真市立図書館の分館である。
本館の指定管理後も直営を維持し、本館が新図書館に移転して分館となった後、「（仮称）市民プラザ館」として門真市立図書館の本館となる予定。

### 施設構造
門真市立門真市民プラザは門真市の南部、旧府立門真南高校跡地に建てられた多目的施設である。2007年（平成19年）5月1日にオープンし、当初から2階に図書館分館を置いた。2013年（平成25年）4月1日から一部について指定管理者制度が導入されている。
建物概要
鉄筋コンクリート造地上4階
延べ床面積 14,599.66m2

### サービス
開館時間
10時00分 - 19時00分
休館日
木曜日
第4金曜日
年末年始
蔵書点検期間

## 新図書館
2025年（令和7年）4月1日、京阪電気鉄道古川橋駅北側の旧門真市立第一中学校の跡地を含む敷地の一部に建設される生涯学習複合施設に図書館が設けられる予定。本館から移転となるが、移転後は分館となる。生涯学習複合施設全体が指定管理の対象である。

## かつてあった図書館
門真市立図書館沖分室
門真市沖町28-2にあった当時の門真市立青少年活動センター内にあった図書館分室。1988年（昭和63年）10月に開室し、2007年（平成19年）3月31日で閉室した。延床面積は139m2であった。なお門真市立青少年活動センターは2013年（平成25年）4月1日に門真市民プラザの3階へと移転した。